# Sierra de Tucsón

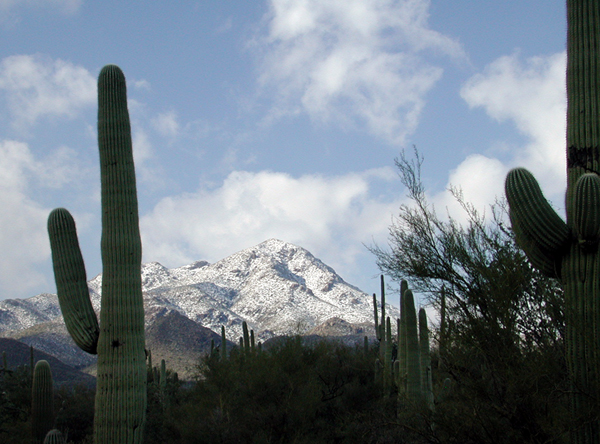
El pico de Wasson es el punto más alto de la sierra de Tucsón.

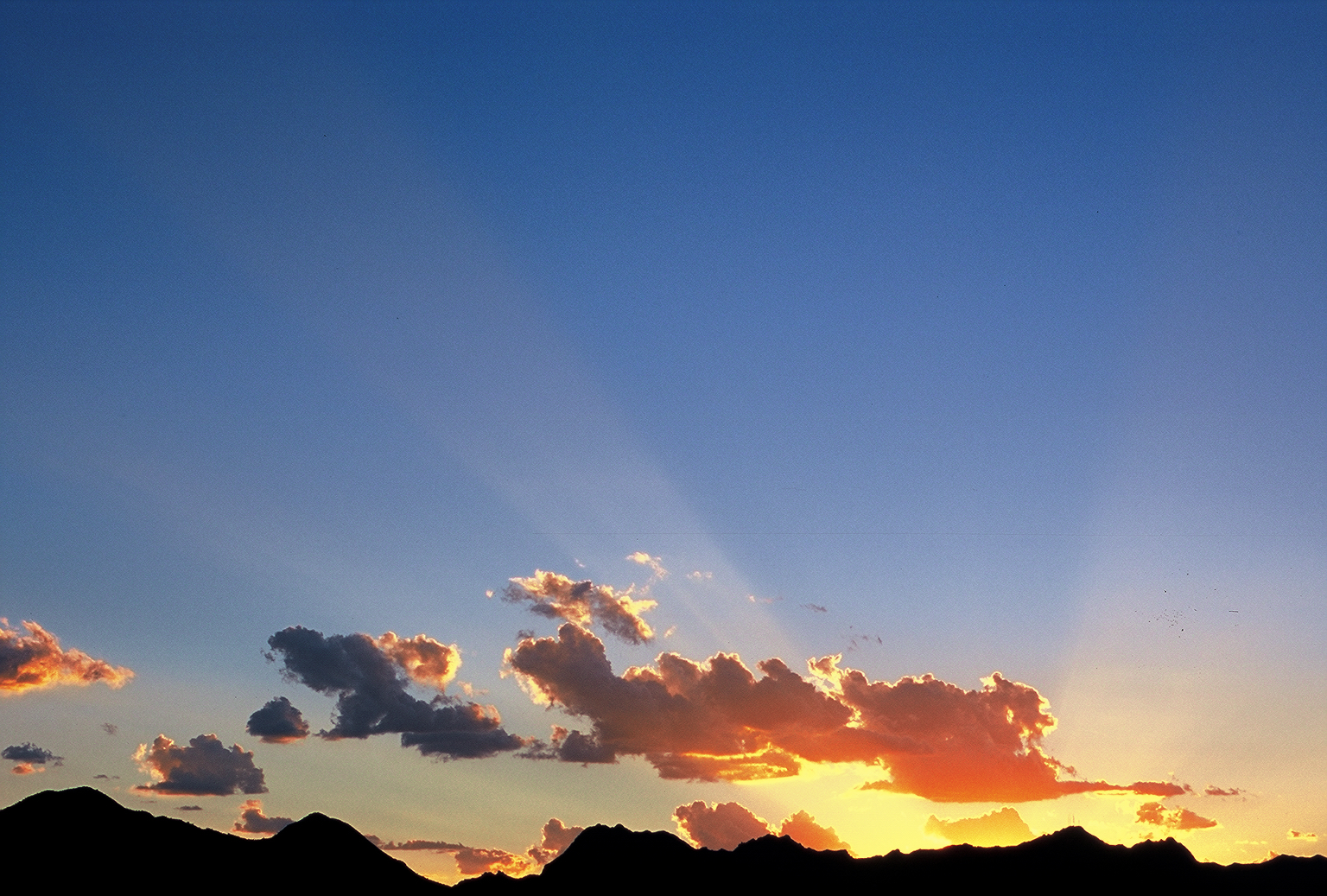
Puesta del sol desde la sierra de Tucsón.

La sierra de Tucsón es una sierra pequeña al oeste de Tucsón en Arizona. La sierra de Tucsón, incluyendo el pico Wasson, es una de las cuatro sierras más importantes que rodean al valle de Tucsón. Las otras sierras incluyen a la más prominente, la sierra de Santa Catalina, seguida de la sierra del Rincón y la sierra de Santa Rita.
El museo del desierto de Arizona-Sonora se localiza en el lado oeste de la sierra de Tucsón. La mayor parte de la sierra forma parte del área protegida del parque nacional de Saguaro y del parque de la sierra de Tucsón.
El parque nacional del Saguaro fue creado como monumento nacional en el año 1933 y posteriormente se designó parque nacional en el año 1994. El distrito de la sierra de Tucsón del parque nacional Saguaro va desde una elevación de 2180 pies (664.5 m) hasta los 4687 pies (1428.6 m) y posee dos comunidades bióticas, matorrales desérticos y pastizales típicos del desierto. La precipitación media anual es de unas 10.27 pulgadas (261 mm).

## Toponimia
La sierra de Tucsón toma su nombre de la actual ciudad de Tucsón. La palabra Tucsón, es una palabra española que deriva de la palabra o'odham Cuk Ṣon que significa al pie de la montaña del manantial negro.